# 앞정강동맥
앞정강동맥(anterior tibial artery) 또는 전경골동맥(前脛骨動脈)은 다리의 동맥이다. 오금동맥에서 갈라져 나오는 동맥이며, 종아리앞칸과 발등으로 혈액을 운반한다.

## 구조

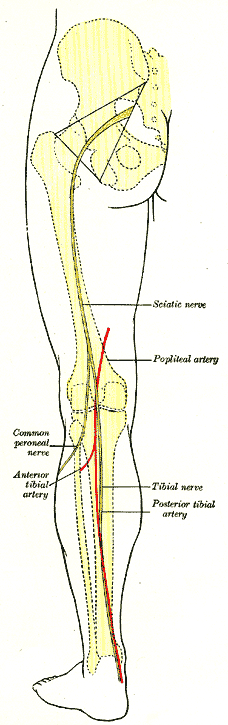
왼쪽 하지를 뒤에서 본 모습. 앞정강동맥이 앞쪽으로 이어지기 전 기시하는 모습을 볼 수 있다.

앞정강동맥은 오금동맥의 가지이다. 정강뼈의 뒤쪽, 오금근의 먼쪽 끝에서 앞정강동맥이 갈라져 나온다. 이후 앞정강동맥은 일반적으로 오금근의 앞쪽으로 주행하여 정강뼈와 종아리뼈 사이를 지나가다가, 뼈사이막 위쪽의 타원형 구멍으로 들어간다. 그 후에는 앞정강근과 긴발가락폄근 사이로 내려간다.
앞정강정맥과 깊은종아리신경이 앞정강동맥과 함께 주행한다.
앞정강동맥은 발목관절의 앞쪽 면을 가로지르면서 발등동맥으로 이름이 바뀐다.

### 가지
앞정강동맥에서 나오는 가지는 다음과 같다.
- 뒤정강되돌이동맥
- 앞정강되돌이동맥
- 근육가지
- 안쪽앞복사동맥
- 가쪽앞복사동맥
- 발등동맥[1]

## 추가 이미지

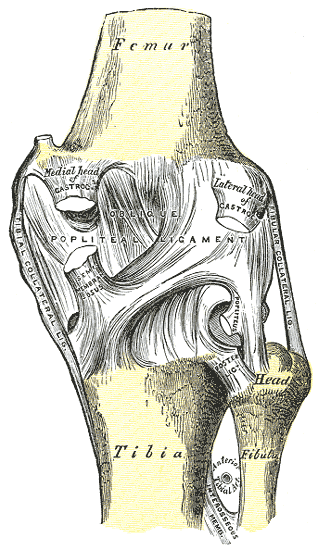
뒤에서 본 오른쪽 무릎관절
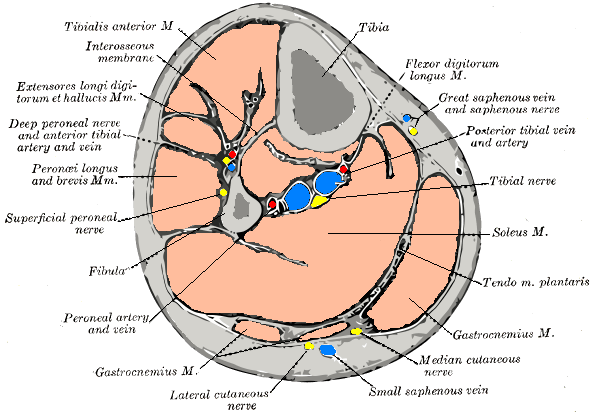
종아리 중간 높이에서의 단면
넓적다리의 동맥. 앞정강동맥은 아래쪽에 표시되어 있다.
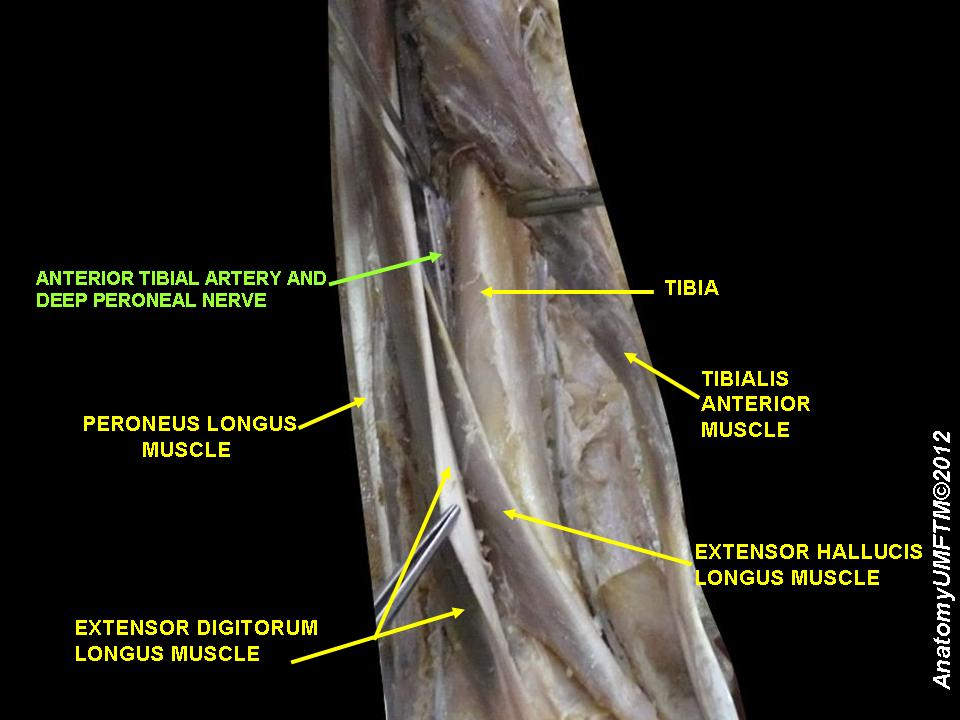
앞정강동맥
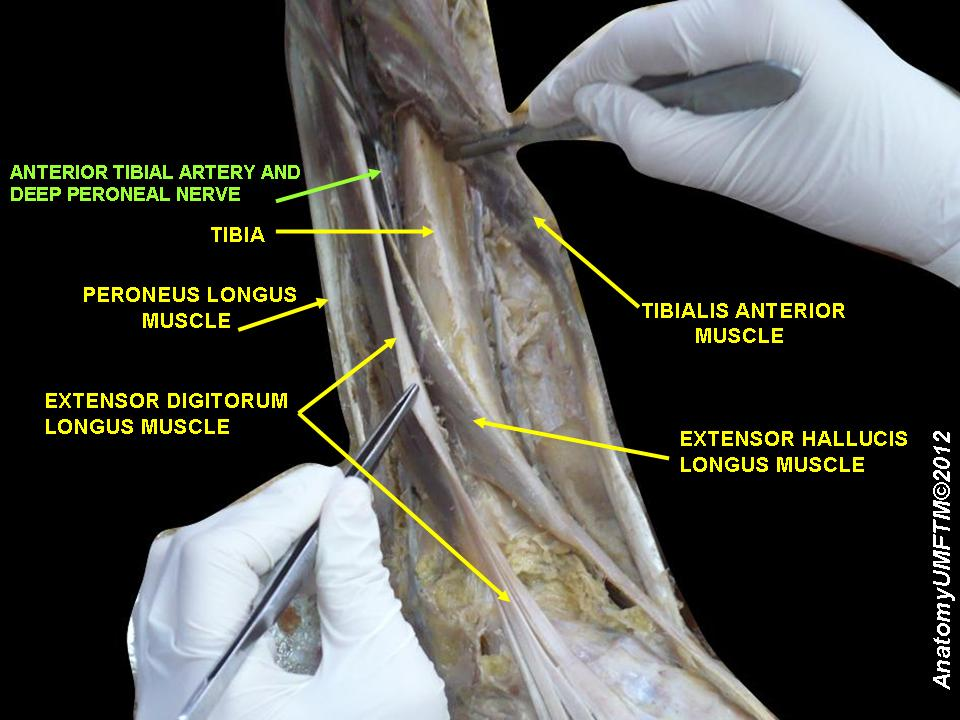
앞정강동맥
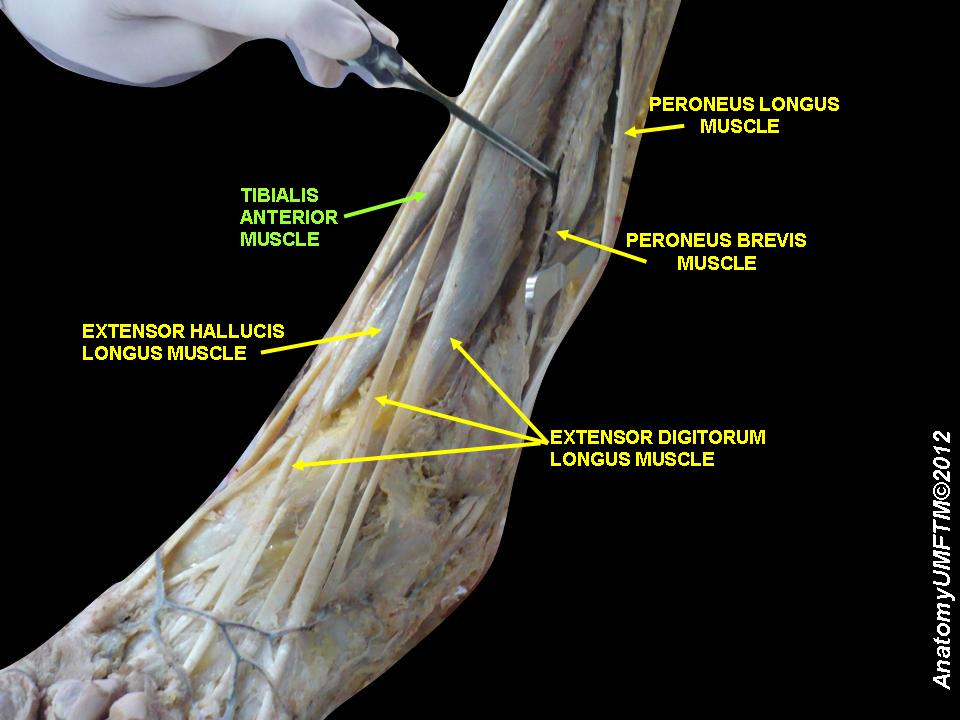
앞정강동맥